# Milorad B. Protić
| 1517 Beograd     | 20 marzo 1938    |
| 1550 Tito        | 29 novembre 1937 |
| 1554 Yugoslavia  | 6 settembre 1940 |
| 1564 Srbija      | 15 ottobre 1936  |
| 1675 Simonida    | 20 marzo 1938    |
| 2244 Tesla       | 22 ottobre 1952  |
| 2348 Michkovitch | 10 gennaio 1939  |

Milorad B. Protić (in serbo Милорад Б. Протић?) (Belgrado, 6 agosto 1911 – Belgrado, 29 ottobre 2001) è stato un astronomo serbo, citato in letteratura anche come Protitch.
Entrato nel 1932 come volontario addetto ai calcoli nell'appena costruito Osservatorio Astronomico di Belgrado, vi rimase per tutta la sua carriera divenendone per tre volte direttore. Fu inoltre responsabile delle edizioni del Serbian Astronomical Journal.
Il Minor Planet Center gli accredita la scoperta di sette asteroidi, effettuate tra il 1936 e il 1952.
Gli è stato dedicato l'asteroide 22278 Protitch.